# Idalima fluitans
Idalima fluitans är en fjärilsart som beskrevs av Lucas. Idalima fluitans ingår i släktet Idalima och familjen nattflyn. Inga underarter finns listade i Catalogue of Life.